# 春麗ら
「春麗ら」 (はるうらら) は、日本のロックバンド、Kagrraの10枚目のシングル。2003年5月28日にPS COMPANYから販売。

## 概要
- 初回デジパック仕様。
- アルバムジャケットはイラストレーター深谷友一朗の作であり、以降のバンドの多くのCDやDVD作品でジャケットアートを手掛けている。
- 2005年にキングレコードから再発されている。
- 「春麗ら」は2011年発売のベストアルバム『Kagrra Indies BEST 2000-2003』に収録された。

## 収録曲
| 全作詞: 一志、全作曲・編曲: Kagrra。 |                            |       |            |      |
| #                                    | タイトル                   | 作詞  | 作曲・編曲 | 時間 |
| 1.                                   | 「春麗ら」(はるうらら)     | 一志  | Kagrra     | 5:01 |
| 2.                                   | 「乱」(らん)               | 一志  | Kagrra     | 3:28 |
| 3.                                   | 「歎きの詩」(なげきのうた) | 一志  | Kagrra     | 4:00 |
| 合計時間:                            | 合計時間:                  | 12:29 |            |      |

## 参加ミュージシャン
- 一志: Vocal
- 楓弥: Guitar
- 真: Guitar
- 女雅: Bass
- 白水: Drums